# 高橋庸弥
高橋 庸弥（たかはし つねや、1901年（明治34年）5月10日 - 1970年（昭和45年）2月7日）は、日本の内務・警察官僚、実業家。官選鳥取県知事。

## 経歴
長野県諏訪郡玉川村（現茅野市）生まれ。旧制諏訪中学（現長野県諏訪清陵高等学校・附属中学校）を経て第八高等学校を卒業。1925年11月、高等試験行政科試験に合格。1926年、東京帝国大学法学部法律学科（英法）を卒業。内務省に入省し大分県属となる。
以後、警視庁特別高等警察部第一課長、石川県書記官・警察部長、内務省警保局警務課長、企画院書記官などを経て、大阪府警察局長となる。
1945年4月、鳥取県知事に就任。同年10月、厚生省労政局長に転じ、労働組合法の原案作成に関わった。1946年に公職追放となり退官した。
その後、結核予防会常務理事、増沢工業 (株)専務取締役、日本ビーシージー製造 (株) 社長などを務めた。

## 著作
- 『労働組合法の解説』日本産業経済新聞社、1946年。